# Maciste besiegt die Feuerteufel
Maciste besiegt die Feuerteufel (Originaltitel: Il trionfo di Maciste) ist eine italienische Produktion aus dem Jahr 1961; einer der zahlreichen Abenteuerfilme mit einem starken mythologischen Helden. Der Film wurde in Deutschland am 29. Juni 1962 aufgeführt.

## Inhalt
Das Reich Axur, das in der Nähe des Nils liegt, wird von einem Thronräuberpaar tyrannisiert, das dem Feuerteufel-Kult huldigt. Maciste kommt dem Prinzen zu Hilfe, der in Lebensgefahr schwebt und wird von Königin Tenefi gefangen genommen. Er leidet solange unter Gedächtnisschwund, bis ihn ein Zaubertrank der Magierin Yalis heilt, sodass er die Götzenbilder der Feuerteufel durch Muskelkraft zum Einsturz bringen kann. Die bösen Machthaber werden von herabfallenden Trümmern getroffen, das Volk jubelt und lacht.

## Kritiken
„Nach herkömmlicher Schablone gefertigt.“

„Nicht nur die Feuerteufel mit ihrer eigentümlichen Freude an verbrannten Jungfrauen besiegt der antike Muskelmann Maciste, sondern auch die Königin von Memphis. Und das. obgleich seine Intelligenz nicht im richtigen Verhältnis zu seiner Kraft zu stehen scheint, denn er tappt in alle möglichen Fallen. Sehr farbenprächtig das Ganze, sehr auf Antik gemacht und wenig aufregend.“